# Kumba (stad)
Kumba is een stad in de provincie Sud-Ouest van Kameroen, op de scharnier tussen West- en Equatoriaal Afrika. De stad staat in Kameroen ook bekend als K Town. Kumba is de hoofdplaats van het departement Meme.

## Bevolking
De meeste mensen in de stad spreken Frans, sommigen Engels of Pidgin en minstens een van de inheemse talen.
De inheemse bevolking in de stad zijn de Bafaw, een etnische groep die Bafaw spreken, een Bantoetaal die lijkt op Duala, Mboh, Bakossi en Bantoid. Tegenwoordig vormen de Bafaw nog slechts een klein deel van de bevolking in de stad. Zij hebben in de loop der jaren vele aspecten van hun cultuur verloren, behalve hun taal, die nog vooral door de ouderen, maar ook nog door de jongere generaties gesproken wordt.

## Economie
Kumba is een handelscentrum voor cacao en oliepalm (gekweekt in plantages tot aan de stadsgrens) alsook het transit centrum voor goederen uit buurland Nigeria en heeft een houtindustrie.

## Religie
Sinds 2016 is Kumba de zetel van een rooms-katholiek bisdom.

## Geboren
- Eyong Enoh (23 maart 1986), voetballer
- Samuel Fosso (17 juli 1962), fotograaf
- Serge Betsen, rugby-international
- Vencelas Dabaya, gewichtheffer